# والتون آلفونسو وبسون
والتون آلفونسو وبسون (انگلیسی: Walton Alfonso Webson؛ زادهٔ ۱ ژانویهٔ ۱۹۵۰) یک دیپلمات اهل آنتیگوآ و باربودا است و از سال ۲۰۱۴ به عنوان نماینده دائم این کشور در سازمان ملل متحد در نیویورک بود. در سال ۲۰۱۷ او رئیس هیئت اجرایی صندوق کودکان ملل متحد در سطح بین‌المللی شد.
والتون دارای مدرک لیسانس علوم و کارشناسی ارشد در مدیریت سازمان‌های غیرانتفاعی از نیو اسکول در شهر نیویورک می‌باشد. وی همچنین دارای مدرک تحقیقات اجتماعی، کارشناسی علوم و دکترای مدیریت از دانشگاه کیس وسترن رزرو است. والتون از سال ۱۹۹۲ تا ۲۰۱۴ برای مؤسسه پرکینز برای نابینایان در ماساچوست، ایالات متحده کار کرد و از سال ۲۰۱۱ مدیر پرکینز شد.